# Ramón Sosa
Ramón Sosa Acosta (Maracaná, 31 agosto 1999) è un calciatore paraguaiano, attaccante del Palmeiras e del nazionale paraguaiana.

## Carriera

### Club
Ha giocato in Paraguay con River Plate e Club Olimpia.
Nel 2022 si è trasferito in Argentina al Gimnasia La Plata e l'anno dopo al Talleres.
Il 16 agosto 2024 viene acquistato a titolo definitivo dal Nottingham Forest, con cui sottoscrive un accordo quinquennale valido fino al 30 giugno 2029.
Dopo una sola stagione, il 9 luglio 2025 lascia i Reds e si trasferisce a titolo definitivo al Palmeiras, con cui sottoscrive un accordo valido fino al 30 giugno 2030.

### Nazionale
Il 20 novembre 2022 ha giocato la sua prima partita con il Paraguay, contro la Colombia.

## Statistiche

### Cronologia presenze e reti in nazionale
| Cronologia completa delle presenze e delle reti in nazionale ― Paraguay | Cronologia completa delle presenze e delle reti in nazionale ― Paraguay | Cronologia completa delle presenze e delle reti in nazionale ― Paraguay | Cronologia completa delle presenze e delle reti in nazionale ― Paraguay | Cronologia completa delle presenze e delle reti in nazionale ― Paraguay | Cronologia completa delle presenze e delle reti in nazionale ― Paraguay | Cronologia completa delle presenze e delle reti in nazionale ― Paraguay | Cronologia completa delle presenze e delle reti in nazionale ― Paraguay |
| Data                                                                    | Città                                                                   | In casa                                                                 | Risultato                                                               | Ospiti                                                                  | Competizione                                                            | Reti                                                                    | Note                                                                    |
| ----------------------------------------------------------------------- | ----------------------------------------------------------------------- | ----------------------------------------------------------------------- | ----------------------------------------------------------------------- | ----------------------------------------------------------------------- | ----------------------------------------------------------------------- | ----------------------------------------------------------------------- | ----------------------------------------------------------------------- |
| 20-11-2022                                                              | Fort Lauderdale                                                         | Colombia                                                                | 2 – 0                                                                   | Paraguay                                                                | Amichevole                                                              | -                                                                       | 82’                                                                     |
| 28-3-2023                                                               | Santiago del Cile                                                       | Cile                                                                    | 3 – 2                                                                   | Paraguay                                                                | Amichevole                                                              | -                                                                       | 77’                                                                     |
| 8-9-2023                                                                | Ciudad del Este                                                         | Paraguay                                                                | 0 – 0                                                                   | Perù                                                                    | Qual. Mondiali 2026                                                     | -                                                                       | 86’                                                                     |
| 13-9-2023                                                               | Maturín                                                                 | Venezuela                                                               | 1 – 0                                                                   | Paraguay                                                                | Qual. Mondiali 2026                                                     | -                                                                       |                                                                         |
| 12-10-2023                                                              | Buenos Aires                                                            | Argentina                                                               | 1 – 0                                                                   | Paraguay                                                                | Qual. Mondiali 2026                                                     | -                                                                       |                                                                         |
| 17-10-2023                                                              | Asunción                                                                | Paraguay                                                                | 1 – 0                                                                   | Bolivia                                                                 | Qual. Mondiali 2026                                                     | -                                                                       | 45+2’                                                                   |
| 16-11-2023                                                              | Santiago del Cile                                                       | Cile                                                                    | 0 – 0                                                                   | Paraguay                                                                | Qual. Mondiali 2026                                                     | -                                                                       | 62’                                                                     |
| 21-11-2023                                                              | Asunción                                                                | Paraguay                                                                | 0 – 1                                                                   | Colombia                                                                | Qual. Mondiali 2026                                                     | -                                                                       |                                                                         |
| 7-6-2024                                                                | Lima                                                                    | Perù                                                                    | 0 – 0                                                                   | Paraguay                                                                | Amichevole                                                              | -                                                                       |                                                                         |
| 11-6-2024                                                               | Santiago del Cile                                                       | Cile                                                                    | 3 – 0                                                                   | Paraguay                                                                | Amichevole                                                              | -                                                                       | 71’                                                                     |
| 16-6-2024                                                               | Panama                                                                  | Panama                                                                  | 0 – 1                                                                   | Paraguay                                                                | Amichevole                                                              | -                                                                       | 73’                                                                     |
| 24-6-2024                                                               | Houston                                                                 | Colombia                                                                | 2 – 1                                                                   | Paraguay                                                                | Coppa America 2024 - 1º turno                                           | -                                                                       | 59’                                                                     |
| 28-6-2024                                                               | Paradise                                                                | Paraguay                                                                | 1 – 4                                                                   | Brasile                                                                 | Coppa America 2024 - 1º turno                                           | -                                                                       | 78’                                                                     |
| 2-7-2024                                                                | Austin                                                                  | Costa Rica                                                              | 2 – 1                                                                   | Paraguay                                                                | Coppa America 2024 - 1º turno                                           | 1                                                                       | 48’                                                                     |
| 6-9-2024                                                                | Montevideo                                                              | Uruguay                                                                 | 0 – 0                                                                   | Paraguay                                                                | Qual. Mondiali 2026                                                     | -                                                                       | 56’                                                                     |
| 10-9-2024                                                               | Asunción                                                                | Paraguay                                                                | 1 – 0                                                                   | Brasile                                                                 | Qual. Mondiali 2026                                                     | -                                                                       | 66’                                                                     |
| 10-10-2024                                                              | Quito                                                                   | Ecuador                                                                 | 0 – 0                                                                   | Paraguay                                                                | Qual. Mondiali 2026                                                     | -                                                                       | 67’                                                                     |
| 15-10-2024                                                              | Asunción                                                                | Paraguay                                                                | 2 – 1                                                                   | Venezuela                                                               | Qual. Mondiali 2026                                                     | -                                                                       | 46’                                                                     |
| 14-11-2024                                                              | Asunción                                                                | Paraguay                                                                | 2 – 1                                                                   | Argentina                                                               | Qual. Mondiali 2026                                                     | -                                                                       | 82’                                                                     |
| 19-11-2024                                                              | El Alto                                                                 | Bolivia                                                                 | 2 – 2                                                                   | Paraguay                                                                | Qual. Mondiali 2026                                                     | -                                                                       | 86’                                                                     |
| 20-3-2025                                                               | Asunción                                                                | Paraguay                                                                | 1 – 0                                                                   | Cile                                                                    | Qual. Mondiali 2026                                                     | -                                                                       | 86’                                                                     |
| 25-3-2025                                                               | Barranquilla                                                            | Colombia                                                                | 2 – 2                                                                   | Paraguay                                                                | Qual. Mondiali 2026                                                     | -                                                                       | 73’                                                                     |
| 5-6-2025                                                                | Asunción                                                                | Paraguay                                                                | 2 – 0                                                                   | Uruguay                                                                 | Qual. Mondiali 2026                                                     | -                                                                       | 76’                                                                     |
| Totale                                                                  |                                                                         | Presenze                                                                | 23                                                                      |                                                                         | Reti                                                                    | 1                                                                       |                                                                         |